# Gimnastică la Jocurile Olimpice de vară din 2020 - Paralele inegale feminin
Proba feminină de gimnastică paralele inegale de la Jocurile Olimpice de vară din 2020 a avut loc în perioada 25 iulie-1 august 2021 la Ariake Gymnastics Centre.

## Program
Orele sunt ora Japoniei (UTC+9) 
| Data                    | Timp                          | Etapă                                                                           |
| ----------------------- | ----------------------------- | ------------------------------------------------------------------------------- |
| Duminică, 25 iulie 2021 | 10:00 11:50 15:10 17:05 20:20 | Subdiviziunea 1 Subdiviziunea 2 Subdiviziunea 3 Subdiviziunea 4 Subdiviziunea 5 |
| Marți, 1 august 2021    | 19:30                         | Finala                                                                          |

## Rezultate

### Calificări
| Loc | Gimnastă                          | Dificultate | Execuție | Penalizare | Total  | Rezultat |
| --- | --------------------------------- | ----------- | -------- | ---------- | ------ | -------- |
| 1   | Nina Derwael (BEL)                | 6,7         | 8,666    |            | 15,366 | C        |
| 2   | Sunisa Lee (USA)                  | 6,6         | 8,600    |            | 15,200 | C        |
| 3   | Anastasia Ilyankova (COR)         | 6,4         | 8,566    |            | 14,966 | C        |
| 4   | Angelina Melnikova (COR)          | 6,3         | 8,633    |            | 14,933 | c        |
| 5   | Vladislava Urazova (COR)          | 6,3         | 8,566    |            | 14,866 | –        |
| 6   | Viktoria Listunova (COR)          | 6,4         | 8,366    |            | 14,766 | –        |
| 7   | Lu Yufei (CHN)                    | 6,2         | 8,500    |            | 14,700 | C        |
| 7   | Elisabeth Seitz (GER)             | 6,2         | 8,500    |            | 14,700 | C        |
| 9   | Fan Yilin (CHN)                   | 6,3         | 8,300    |            | 14,600 | C        |
| 10  | Simone Biles (USA)                | 6,2         | 8,366    |            | 14,566 | C R      |
| 11  | Mélanie de Jesus dos Santos (FRA) | 6,4         | 8,166    |            | 14,566 | R1 S     |
| 12  | Jonna Adlerteg (SWE)              | 6,3         | 8,233    |            | 14,533 | R2       |
| 13  | Tang Xijing (CHN)                 | 6,0         | 8,433    |            | 14,433 | –        |
| 14  | Zsófia Kovács (HUN)               | 6,3         | 8,133    |            | 14,433 | R3       |

Rezerve
Rezervele pentru finala la paralele inegale:
1. Mélanie de Jesus dos Santos (FRA) – chemată în urma retragerii lui Simone Biles [2]
2. Jonna Adlerteg (SWE)
3. Zsófia Kovács (HUN)

Doar două gimnaste din fiecare țară se puteau califica în finală. Gimnastele care nu s-au calificat în finală din cauza acestei reguli, dar care aveau un scor de calificare au fost:
- Vladislava Urazova (COR)
- Viktoria Listunova (COR)

### Finala
Sursa
| Loc | Gimnastă                          | Dificultate | Execuție | Penalizare | Total  |
| --- | --------------------------------- | ----------- | -------- | ---------- | ------ |
| 1   | Nina Derwael (BEL)                | 6,7         | 8,500    |            | 15,200 |
| 2   | Anastasia Ilyankova (COR)         | 6,3         | 8,533    |            | 14,833 |
| 3   | Sunisa Lee (USA)                  | 6,2         | 8,300    |            | 14,500 |
| 4   | Lu Yufei (CHN)                    | 6,0         | 8,400    |            | 14,400 |
| 5   | Elisabeth Seitz (GER)             | 6,2         | 8,200    |            | 14,400 |
| 6   | Mélanie de Jesus dos Santos (FRA) | 6,1         | 7,933    |            | 14,033 |
| 7   | Fan Yilin (CHN)                   | 6,4         | 7,500    |            | 13,900 |
| 8   | Angelina Melnikova (COR)          | 5,9         | 7,166    |            | 13,066 |

Gimnastele Lu Yufei și Elisabeth Seitz, clasate pe locurile 4, respectiv 5, au terminat cu un scor identic 14,400. Conform regulilor Federației Internaționale de Gimnastică Lu a terminat pe locul 4 datorită notei de la execuție (8,400 vs 8,200).